# The Razors Edge
《The Razors Edge》는 오스트레일리아의 하드 록 밴드 AC/DC의 열두 번째 스튜디오 음반이다. 이 밴드는 국제적으로 발매된 열한 번째 스튜디오 음반이자 오스트레일리아에서 발매된 열두 번째 음반이다. 《빌보드》의 메인스트림 록 트랙 차트에서 각각 5위와 16위에 오른 〈Thunderstruck〉과 〈Are You Ready〉를 특징으로 한 밴드의 주요 복귀작이었고, 빌보드 핫 100에서 23위로 정점을 찍은 〈Moneytalks〉이다. 이 음반은 멀티플래티넘 (판매량 500만장)이 되어 미국 톱 10에 들었다. 이 음반은 미국 빌보드 200에서 2위, 영국에서는 4위에 올랐으며, 1970년대 후반과 1980년대 초반의 영광스러운 세월의 인기로 밴드를 되돌린 엄청난 상업적 성공을 거두었다. 이 음반은 미국에서 5배의 플래티넘 (판매량 500만장) 인증을 받았으며, 2003년 AC/DC 리마스터즈 시리즈의 일부로 다시 발매되었다. 프로듀싱은 브루스 페어번이 맡았다.

## 배경
이 밴드는 그들의 원래 프로듀서인 해리 반다와 조지 영과 함께 《Blow Up Your Video》 (1988년)를 녹음했다. 이 음반은 상업적인 성공을 거두었고, 이전 두 스튜디오를 합친 것보다 더 많은 음반이 팔렸다. Blow Up Your Video 월드 투어는 1988년 2월에 오스트레일리아 퍼스에서 시작되었다. 그 해 4월, 북미 투어 전날 맬컴 영은 주로 그의 알코올 중독에서 회복하기 위해 투어를 쉬고 있다고 발표했다. 영가의 또 다른 일원인 조카 스티비 영은 일시적으로 맬컴의 자리를 리듬 기타로 잡았다. 이 투어에 이어 드러머 사이먼 라이트는 곧 발매될 디오의 음반 《Lock Up the Wolves》를 작업하기 위해 그룹을 떠났고, 맬컴이 몇 년 전 시드니에서 딥 퍼플과 프리로 참여하면서 맨프레드 맨과 함께 연주했던 것을 기억한 전 회사원과 맨프레드 맨의 드럼 베테랑 크리스 슬레이드로 대체되었다. 브라이언 존슨은 이혼 절차를 마무리하는 동안 몇 달 동안 활동이 불가능했기 때문에, 영 형제는 향후 음반들의 모든 곡을 직접 작곡했다. 이 방식은 2020년 《Power Up》까지 이후 모든 작품에서 계속되었다.

## 투어
《The Razors Edge》가 발매되면서 AC/DC는 월드 투어를 시작했는데, 아마도 그들이 한 것 중 가장 많이 알려진 투어를 했을 것이다. 투어의 성공은 〈Thunderstruck〉, 〈Moneytalks〉, 〈Fire Your Guns〉, 〈The Razor's Edge〉, 〈Are You Ready〉와 같은 군중을 만족시키는 노래들에 의해 촉진되었는데, 이 곡들은 《AC/DC Live Collector's Edition》 음반에도 라이브 버전으로 수록되었다. Razors Edge Tour의 몇몇 쇼는 1992년 《AC/DC Live》라는 제목의 라이브 음반을 위해 녹음되었다. 《AC/DC Live》는 페어번에 의해 프로듀싱을 맡았으며, 1990년대 최고의 라이브 음반 중 하나로 여겨진다. AC/DC가 DVD로 발매된 몬스터즈 오브 락 쇼의 제목을 《Live at Donington》으로 붙인 것은 이 투어 기간 동안이다. 이 밴드는 또한 모스크바의 투시노 비행장에서 열린 1991년 "락 어라운드 더 블럭" 축제에 100만 명에 가까운 팬들이 참석한 무료 콘서트라는 제목을 붙였다.

## 상업적 성과 및 평가
| 평가 점수                         | 평가 점수 |
| 출처                              | 점수      |
| --------------------------------- | --------- |
| AllMusic                          | [ 6 ]     |
| Collector's Guide to Heavy Metal  | 9/10      |
| The Encyclopedia of Popular Music | [ 8 ]     |
| Entertainment Weekly              | A−        |
| Rolling Stone                     | [ 10 ]    |
| Select                            | [ 11 ]    |

《The Razors Edge》는 빌보드 200 차트 2위에 정점을 찍고 77주 연속 차트에 머물렀다. 영국 음반 차트에서도 4위에 올랐다. 이 음반은 AC/DC를 이전의 영광으로 되돌리는 데 도움이 되었다. 현재 이 음반은 미국에서 500만장이 팔리며 플래티넘 5배로 인증했다. 이 음반은 전 세계적으로 약 1,000만 장에서 1,200만 장이 판매되어 AC/DC 음반 중 네 번째로 많이 팔렸다(《Dirty Deeds Done Dirt Cheap》, 《Highway to Hell》, 《Back in Black》에 이어, 《Who Made Who》에 앞서서).
그 음반은 전반적으로 호평을 받았다. 올뮤직은 이 음반에 별 다섯 개 중 세 개를 주고 브라이언 존슨의 보컬 퍼포먼스와 앵거스 영의 기타 연주를 모두 칭찬했으며, 이 음반은 "반년 만에 가장 강력한 음반"이라고 말했다. 《엔터테인먼트 위클리》 측은 "이 음반은 정말 전달되는 음반"이라며 A등급을 줬다. 반면 《롤링 스톤》은 이번 음반을 스타 5명 중 2명꼴로 선사하며 과거 AC/DC 작품과의 유사성을 비판하며 "《The Razors Edge》로 AC/DC는 새로운 아이디어 하나 없이 최장수 기록을 세웠다"고 밝혔다. 2008년 《롤링 스톤》 표지 기사에서 데이비드 프리케는 "오래된 아이디어들이 너무 자주 따뜻해진 것처럼 들리는 몇 장의 음반 후에, 이것은 앵거스의 말벌착용 전차와 함께 첫 곡에 나오는 거의 돌아오는 것이다."라고 썼다.

## 곡 목록
모든 곡들은 앵거스 영과 맬컴 영에 의해 작사/작곡하였다.
| #  | 제목                       | 재생 시간 |
| -- | -------------------------- | --------- |
| 1. | 〈Thunderstruck〉          | 4:52      |
| 2. | 〈Fire Your Guns〉         | 2:53      |
| 3. | 〈Moneytalks〉             | 3:48      |
| 4. | 〈The Razors Edge〉        | 4:22      |
| 5. | 〈Mistress for Christmas〉 | 3:59      |
| 6. | 〈Rock Your Heart Out〉    | 4:06      |

| #   | 제목                                    | 재생 시간 |
| --- | --------------------------------------- | --------- |
| 7.  | 〈Are You Ready〉                       | 4:10      |
| 8.  | 〈Got You by the Balls〉                | 4:30      |
| 9.  | 〈Shot of Love〉                        | 3:56      |
| 10. | 〈Let's Make It〉                       | 3:32      |
| 11. | 〈Goodbye & Good Riddance to Bad Luck〉 | 3:13      |
| 12. | 〈If You Dare〉                         | 3:08      |

## 인증
| 국가                                                                                         | 인증        | 판매량/출하량 |
| -------------------------------------------------------------------------------------------- | ----------- | ------------- |
| 아르헨티나 (CAPIF) Spanish Version "El Filo de las Navajas"                                  | 플래티넘    | 60,000^       |
| 오스트레일리아 (ARIA)                                                                        | 5× 플래티넘 | 350,000^      |
| 오스트리아 (IFPI 오스트리아)                                                                 | 플래티넘    | 50,000*       |
| 브라질 (Pro-Música Brasil)                                                                   | 골드        | 100,000       |
| 캐나다 (뮤직 캐나다)                                                                         | 5× 플래티넘 | 500,000^      |
| 핀란드 (Musiikkituottajat)                                                                   | 플래티넘    | 63,926        |
| 프랑스 (SNEP)                                                                                | 골드        | 100,000*      |
| 독일 (BVMI)                                                                                  | 2× 플래티넘 | 1,000,000^    |
| 이탈리아 (FIMI) since 2009                                                                   | 골드        | 25,000*       |
| 뉴질랜드 (RMNZ)                                                                              | 플래티넘    | 15,000^       |
| 스페인 (PROMUSICAE)                                                                          | 플래티넘    | 100,000^      |
| 스웨덴 (GLF)                                                                                 | 플래티넘    | 100,000^      |
| 스위스 (IFPI 스위스)                                                                         | 2× 플래티넘 | 100,000^      |
| 영국 (BPI)                                                                                   | 골드        | 100,000^      |
| 미국 (RIAA)                                                                                  | 5× 플래티넘 | 5,000,000^    |
| *판매량을 기반으로 한 인증 · ^출하량을 기반으로 한 인증 · 판매량+스트리밍을 기반으로 한 인증 |             |               |